# Manuel Pinto de Morais Bacelar
Manuel Pinto de Morais Bacelar (Vilar de Ossos, 4 de Setembro de 1741 – Viseu, 1 de Maio de 1816), 1.º visconde de Montalegre, foi um nobre oficial general do Exército Português que se distinguiu na Guerra Peninsular.
Tendo começado a carreira militar como simples soldado voluntário alcançou o posto de tenente-general em 13 ou 15 de Setembro de 1809, depois de ter sido nomeado Governador das armas da Beira em 6 de Junho de 1809.
Foi nomeado Comandante das Milícias da Beira, Trás-os-Montes e Douro, em Junho de 1810, combatendo com grande sucesso contra as forças francesas que estavam sob o comando de André Masséna.
É um dos nomes, mencionado como herói de guerra, no Hymno Lusitano composto por João Domingos Bontempo.

## Dados genealógicos
Filho de:
- Lázaro Pinto de Morais Bacelar e de Inês Bernarda Pessoa Teixeira,

Casado com:
- Joana Delfina van Zeller Teixeira de Andrade Pinto, filha de Pedro Francisco van Zeller e Maria Josefa Barbosa Teixeira de Andrade Pinto.

Teve:
- Leonor Libória de Magalhães
- Manuel António de Magalhães
- Maria Inês Cândida Pinto Bacelar, 2.ª viscondessa de Montalegre, casada com Luís Vaz Pereira Pinto Guedes.